# Menhirs de Pors Ar-Verret
Les menhirs de Pors Ar-Verret sont un groupe de six menhirs situés sur la commune de Porspoder, dans le département du Finistère en France.

## Historique
L'ensemble est signalé pour la première fois par P. du Châtellier. Alfred Devoir, qui a photographié le site au début du XXe siècle croyait qu'il s'agissait d'un cromlech. Il est classé comme tel au titre des monuments historiques par arrêté du 27 décembre 1923.

## Description
Trois menhirs sont dressés et trois autres sont renversés. Tous les blocs sont en granite migmatique de Landunvez, ils ont probablement été extrait sur place puisque situés à côté d'un chaos qui a du faire office de carrière. Les trois menhirs dressés mesurent pour le premier 2,80 m de hauteur, 1,80 m de largeur et 1 m d'épaisseur, pour le second 1,60 m de hauteur, 1,20 m de largeur et 0,50 m d'épaisseur et 0,60 m de hauteur, 1,35 m de largeur et 0,60 m d'épaisseur pour le troisième. 

## Annexe